# 斯特拉希尼亚·埃拉科维奇
斯特拉希尼亚·埃拉科维奇（2001年1月22日—），塞尔维亚男子足球运动员，司职后卫。他曾代表塞尔维亚国家队参加2022年国际足联世界杯，结果队伍止步小组赛阶段。